# My Generation
"My Generation" là ca khúc của ban nhạc The Who trích từ album đầu tay cùng tên của ban nhạc vào năm 1965. Đây được coi là ca khúc thương phẩm của The Who, từng được tạp chí Rolling Stone xếp hạng 11 trong danh sách "500 bài hát vĩ đại nhất" cũng như đứng thứ 13 trong danh sách "100 bài hát định hình nên nhạc rock n' roll" của VH1. Đây cũng là một trong số 500 ca khúc được vinh danh tại Đại sảnh Danh vọng Rock and Roll và Đại sảnh Danh vọng Grammy với "những ý nghĩa lịch sử, văn hóa và nghệ thuật". Năm 2009, VH1 tôn vinh ca khúc là một trong những bài hát hay nhất của thể loại hard rock với vị trí 37, trong khi tạp chí NME ca ngợi ca khúc đã "thể hiện đầy đủ sự ngôn cuồng của tuổi trẻ" và "điển hình của phong trào Mod".
Đĩa đơn "My Generation" đạt vị trí số 2 tại Anh và là đĩa đơn có thứ hạng cao nhất của The Who tại Anh. Tại Mỹ, album My Generation được đổi tên thành The Who Sings My Generation, nhưng đĩa đơn chỉ có được thứ hạng 74 tại bảng xếp hạng Billboard. Ban nhạc sau này có thu âm lại và dự định phát hành vào EP Ready Steady Who (1966), nhưng cuối cùng ấn bản này chỉ ra mắt gần 30 năm sau trong album A Quick One (1995). Sự khác biệt chủ yếu trong 2 ấn bản này đó lại đoạn chơi nền ca khúc "Land of Hope and Glory" của Edward Elgar đã được thay thế bằng những đoạn chuyển mạnh mẽ hơn.

## Thành phần tham gia sản xuất
Theo Pete Townshend.
- Roger Daltrey – hát chính.
- Pete Townshend – guitar điện, hát bè.
- John Entwistle – guitar bass, hát bè.
- Keith Moon – trống.

## Xếp hạng
| Bảng xếp hạng (1965–66)          | Vị trí cao nhất |
| -------------------------------- | --------------- |
| Australia (Kent Music Report)    | 2               |
| Áo (Ö3 Austria Top 40)           | 9               |
| Canada Top Singles (RPM)         | 3               |
| Ireland (IRMA)                   | 7               |
| Hà Lan (Dutch Top 40)            | 5               |
| Hà Lan (Single Top 100)          | 7               |
| Anh Quốc (OCC)                   | 2               |
| US Billboard Hot 100             | 74              |
| Tây Đức (Official German Charts) | 6               |

| Bảng xếp hạng (1988)          | Vị trí cao nhất |
| ----------------------------- | --------------- |
| Australia (Kent Music Report) | 88              |

## Chứng chỉ
| Quốc gia                                                                           | Chứng nhận | Số đơn vị/doanh số chứng nhận |
| ---------------------------------------------------------------------------------- | ---------- | ----------------------------- |
| Anh Quốc (BPI)                                                                     | Bạc        | 250.000‡                      |
| * Chứng nhận dựa theo doanh số tiêu thụ. ^ Chứng nhận dựa theo doanh số nhập hàng. |            |                               |